# Federación Nacional de Comerciantes (Colombia)
La Federación Nacional de Comerciantes (FENALCO) es una organización colombiana que busca el desarrollo del comercio, a través de la eficiencia y modernización de los empresarios. Impulsa el desarrollo intelectual, económico y social, de todas las personas vinculadas al gremio, y es un foro de discusión sobre los problemas del país.

Su fachada principal es representar ante las entidades oficiales y privadas los intereses del sector y luchar porque  no tengan adopción de políticas de estado no lesione, ni entorpezca el ejercicio de libertad de empresa y de competencia además  dentro de una clara conciencia social. Plantea a sus afiliados y a otros empresarios una red de servicios para que sus operaciones sean cada homogéneas, rentables y sin limitaciones, tal como en los Oligopolios.

## Presidentes
La siguiente es la lista de personas que han dirigido la entidad:
| Nombre                          | Inicio                 | Final                  | Ref.   |
| ------------------------------- | ---------------------- | ---------------------- | ------ |
| Andrés Uribe Campuzano          | 1945                   | 1946                   | [ 2 ]  |
| Francisco José Ocampo Londoño   | 1946                   | 1946                   | [ 3 ]  |
| Arcesio Londoño Palacio         | 1946                   | 1953                   | [ 3 ]  |
| José Restrepo Restrepo          | 1953                   | 1955                   | [ 3 ]  |
| Hernando Agudelo Villa          | 1955                   | 1958                   | [ 4 ]  |
| Pablo Cárdenas Pérez            | 1958                   | 1959                   | [ 4 ]  |
| Christian Hederich Valenzuela   | 1959                   | 1960                   | [ 5 ]  |
| Pablo Cárdenas Pérez            | 1960                   | 1961                   | [ 6 ]  |
| Alfonso Lara Hernández          | 1961                   | 1962                   | [ 7 ]  |
| Darío Álvarez Londoño           | 1962                   | 1962                   | [ 7 ]  |
| José Restrepo Restrepo          | 1962                   | 1962                   | [ 3 ]  |
| José Raimundo Sojo Zambrano     | 1962                   | 1970                   | [ 8 ]  |
| Tomás Held                      | 1970                   | 1970                   | [ 9 ]  |
| Joaquín Emilio Betancur         | 1970                   | 1974                   | [ 9 ]  |
| Emilio Urrea Delgado            | 1974                   | 1978                   | [ 9 ]  |
| Juan Martín Caicedo Ferrer      | 1978                   | 1988                   | [ 10 ] |
| Sabas Pretelt de la Vega        | 1988                   | 2003                   | [ 9 ]  |
| Guillermo Botero Nieto          | 2003                   | 7 de agosto de 2018    | [ 11 ] |
| Pedro Alejandro Marún Meyer     | 7 de agosto de 2018    | 1 de diciembre de 2018 | [ 12 ] |
| Octavio de Jesús Quintero Gómez | 1 de diciembre de 2018 | 12 de julio de 2019    | [ 13 ] |
| Jaime Alberto Cabal Sanclemente | 12 de julio de 2019    | Actualidad             | [ 13 ] |

## Noticias
- Presidente de Fenalco renuncia por presunto caso de corrupción
- Fenalco pide cambiar ley seca por la consulta anticorrupción
- Presidente de Fenalco se suma a propuesta de  contratar por horas
- Fenalco rechaza confinamiento que pretende frenar los contagios del coronavirus

- Datos: Q16566851